# Armorial de l'Aeronautica Militare italienne
Vous pouvez aider à l'améliorer ou bien discuter des problèmes sur sa page de discussion.
- La traduction doit être revue. Le contenu est difficilement compréhensible à cause d’erreurs de traduction, peut-être dues à l’utilisation d’un logiciel de traduction automatique. (Marqué depuis novembre 2011)
- La traduction est incomplète. (Marqué depuis novembre 2011)

L'armorial de l'Aeronautica Militare italienne est l'ensemble des armoiries des forces aériennes italiennes : Regia Aeronautica et Aeronautica Militare.
| Aeronautica | blasonnement                                      | blasonnement                  | blasonnement                                    | blasonnement                                       |
| Aeronautica | Service Aeronautique 29 avril 1913 - 28 juin 1915 | Regia Aeronautica 1915 - 1930 | Regia Aeronautica Printemps 1930 - juiller 1943 | Aeronautica Militare 25 janvier 1971 - aujourd’hui |

## Insignes de nationalité
| Cocarde | cocarde troicouleurs  | blasonnement     | blasonnement         | blasonnement                 | blasonnement                            |
| Cocarde | Tricolore 1913 - 1936 | Aile 1935 - 1943 | Fuselage 1926 - 1943 | Tricolore 1943 - aujourd'hui | À visibilité réduite 1991 - aujourd'hui |

## Insignes des unités militaires
| Unité militaire | Distintive de l'unité militaire[Quoi ?]                | Nom de l'unité militaire | Période d'activité | Devise                                                                                         |
| --------------- | ------------------------------------------------------ | --- | --- | ---------------------------------------------------------------------------------------------- |
| 1er groupe      | blasonnement du 1er groupe de chasse.                  | 1er groupe d'avions de chasse | 7 mai 1923 - 1925 | —                                                                                              |
| 1er groupe      | blasonnement du 1er groupe de bombardement.            | 1er groupe de bombardement (Milan) | 1923 - 1925 | —                                                                                              |
| 1er groupe      | du 1er groupe de reconnaissance                        | 1er groupe d'avions de reconnaissance (Rome) | 1923 - 1925 | —                                                                                              |
| 1er groupe      | blasonnement du 1er groupe de reconnaissance de chasse | 1er groupe de chasse | 1925 - 1936 | Incocca, tende, scaglia (« Encoche, tend, tire »)                                              |
| 1er groupe      | blasonnement                                           | 1er groupe de C.T. (chasse terrestre). 1er groupe de chasse Chaque Moment[Quoi ?] 1re escadre aérienne d'interception Teleguidati[Quoi ?] 1re escadre aérienne d'operations spéciales | 1936 - 8 septembre 1943 1956 - 1er mai 1959 1er mai 1959 - 30 juin 2007 1er juillet 2007 - aujourd'hui                                                   | Incocca, tende, scaglia (« Encoche, tend, tire »)                                              |
| 2e groupe       | stemma · blasonnement                                  | 2º Stormo Caccia après 2º Stormo C.T. | 25 décembre 1925 - 13 août 1943 | Ubi ictus, ibi actus (Ou est le coup, là bas il y a l'action)                                  |
| 2e groupe       | stemma                                                 | 2º Stormo Trasporti Notturno 2º Stormo Trasporti | 1er juillet 1944 - 25 juillet 1944 - 13 août 1943 | —                                                                                              |
| 2e groupe       | stemma                                                 | 2º Stormo Caccia 2ª Brigata Aerea Intercettori Diurni 2º Stormo Caccia Tattici Ricognitori Leggeri 2º Stormo Caccia Bombardieri Ricognitori 2º Stormo                                 | 13 décembre 1950 - 1er juillet 1953 1er juillet 1953 - 1er octobre 1962 1er octobre 1964 - début des années 70 début des années 70 - 90 90 - aujourd'hui | La lancia ha sete, dove giunge beve (La lance veut boire, où elle arrive elle boit)[pas clair] |
| 3e groupe       | blasonnement                                           | 3º Stormo Caccia | 1er juin 1931 |                                                                                                |
| 3e groupe       | blasonnement                                           | 3º Stormo C.T. | |                                                                                                |
| 3e groupe       | blasonnement                                           | Stormo Baltimore | 1944 - 1945 |                                                                                                |
| 3e groupe       | blasonnement                                           | 3º Stormo da Caccia 3ª Brigata Aerea 3º Stormo (Villafranca di Verona) | 1er novembre - 1er janvier 1956 1er janvier 1956 - 1er septembre 1977 1er septembre 1977 - 19 juillet 1999                                               |                                                                                                |
| 3e groupe       | —                                                      | Reparto Mobile di Supporto (Villafranca di Verona) | 19 juillet 1999 - aujourd'hui |                                                                                                |
| 4e groupe       | —                                                      | 4º Stormo Caccia | 1er juin 1931 - 1er mai 1933 | Coelum nobis - nos ad coelum (Le ciel à nous - nous au ciel)                                   |
| 4e groupe       | blasonnement · blasonnement                            | 4º Stormo C.T. poi 4º Stormo Caccia 4ª Brigata Aerea Intercettori Diurni 4º Stormo | 1er mai 1933 - 1er novembre 1954 1er novembre 1954 - 27 septembre 1967 - aujourd'hui                                                                     | —                                                                                              |
| 5e groupe       | blasonnement                                           | 5º Stormo Assalto 5º Stormo Tuffatori 5º Stormo C.T. 5º Stormo Caccia Bombardieri 5ª Brigata Caccia Bombardieri                                                                       | 1er janvier 1934 - 1er décembre 1940 15 mai 1942 - 15 juin 1944 - 1er janvier 1951 1er janvier 1951 - 1er février 1953 1er février 1953 - 1er mai 1956   | Comminus (avec vitesse)                                                                        |
| 5e groupe       | blasonnement                                           | 5ª Brigata Caccia Bombardieri 5º Stormo | 1er mai 1956 - 12 juin 1964 - 5 octobre 2010 |                                                                                                |

## Sources
- (it) Cet article est partiellement ou en totalité issu de l’article de Wikipédia en italien intitulé « Armoriale dell'Aeronautica Militare italiana » (voir la liste des auteurs).